# 花咲くアーモンドの木の枝
『花咲くアーモンドの木の枝』（はなさくアーモンドのきのえだ）は、フィンセント・ファン・ゴッホが1890年に制作した油絵。
ゴッホが南フランス・サン＝レミ＝ド＝プロヴァンスの精神病院で療養していた時、パリに住んでいた弟テオに子（フィンセント・ウィレム）が生まれたのを祝って制作した作品である。

## 制作
1890年1月31日、テオと妻ヨーとの間に長男が生まれると、テオは兄に手紙でそのことを知らせ、名前をフィンセントにしようと思っていることを伝えた。ゴッホは折り返し「今日、吉報を受け取って、言葉で表せないほど嬉しい」という手紙を送っている。
ゴッホは、2月19日に母アンナに宛てて書いた手紙の中で、「その子のために、すぐ青い空を背景に、白い花をつけたアーモンドの木の枝の絵を描き始めました」と報告している。
3月17日頃テオに宛てて書いた手紙の中では、「花咲く木の枝のキャンバス」が会心の作であることを伝えている。
ゴッホは、4月29日にこの絵を他の絵とともにテオに送り、テオは5月3日の手紙で、絵が届いたことを伝えている。
ゴッホは、テオとヨーの寝室にこの絵を掛けてほしいと思っていたが、2人はリビングのピアノの上に飾ることとした。

## 鑑賞
ゴッホは、新しい生命の象徴として、アーモンドの木の枝を選んだ。南フランスでは2月に早くも花を咲かせる木である。主題や、はっきりした輪郭線、画面の中での木の配置などは、日本の浮世絵の影響が見られる。花の色は、もとはピンク色が強かったが、光線にさらされて褪色し、より白っぽくなっている。

## 来歴
テオの死後はヨー、その死後は息子フィンセント・ウィレムに受け継がれ、現在、アムステルダムのゴッホ美術館に収蔵されている。

## ゴッホが書いたその他のアーモンド

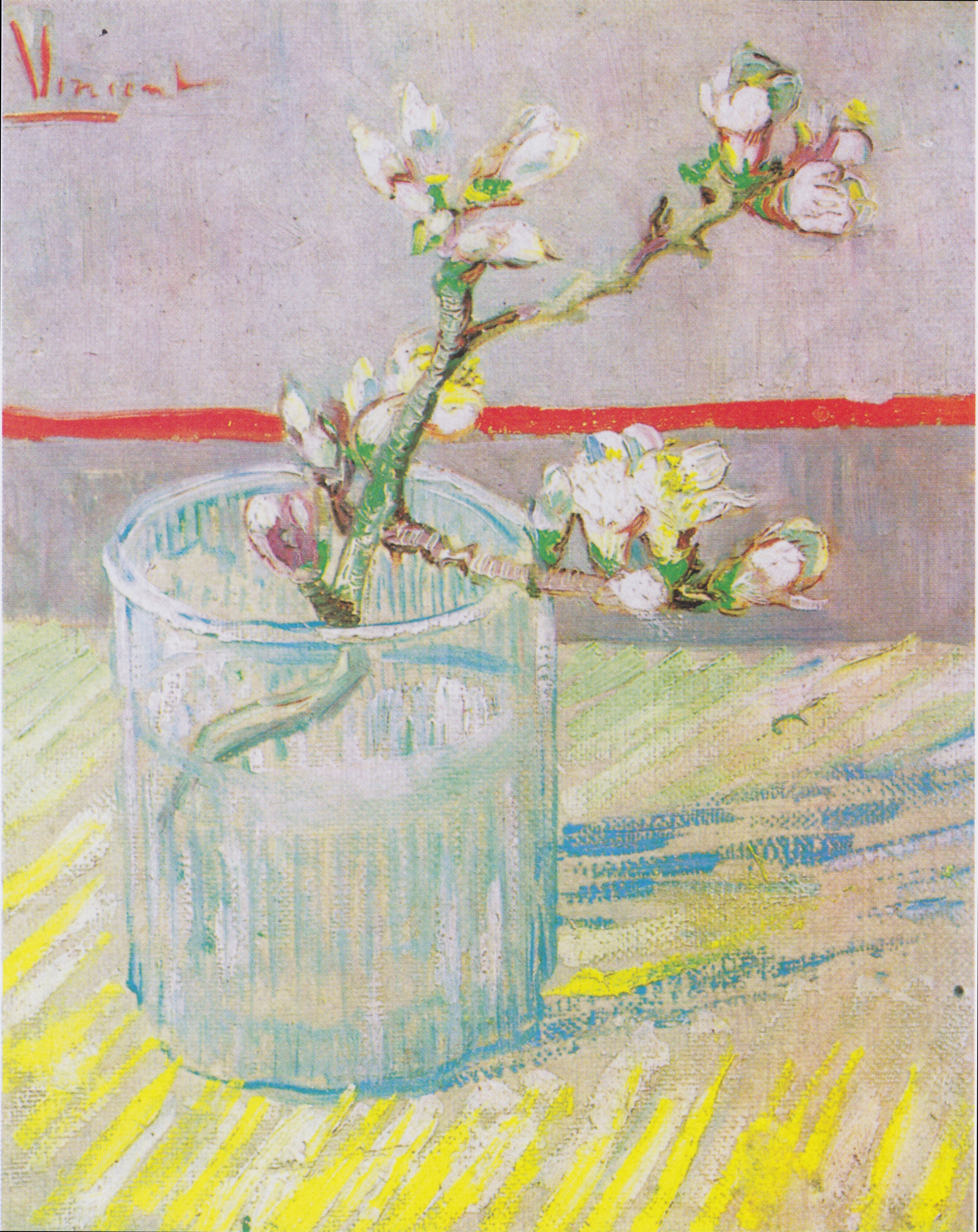
Blossoming Almond Branch in a Glass 1888 Van Gogh Museum, Amsterdam (F392)
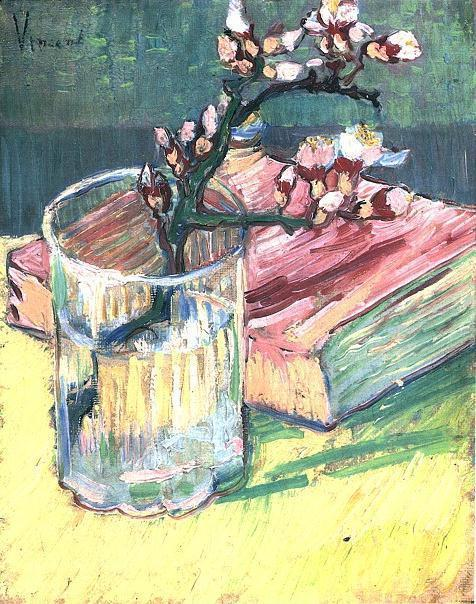
Blossoming Almond Branch in a Glass with a Book 1888 Private Collection (F393)
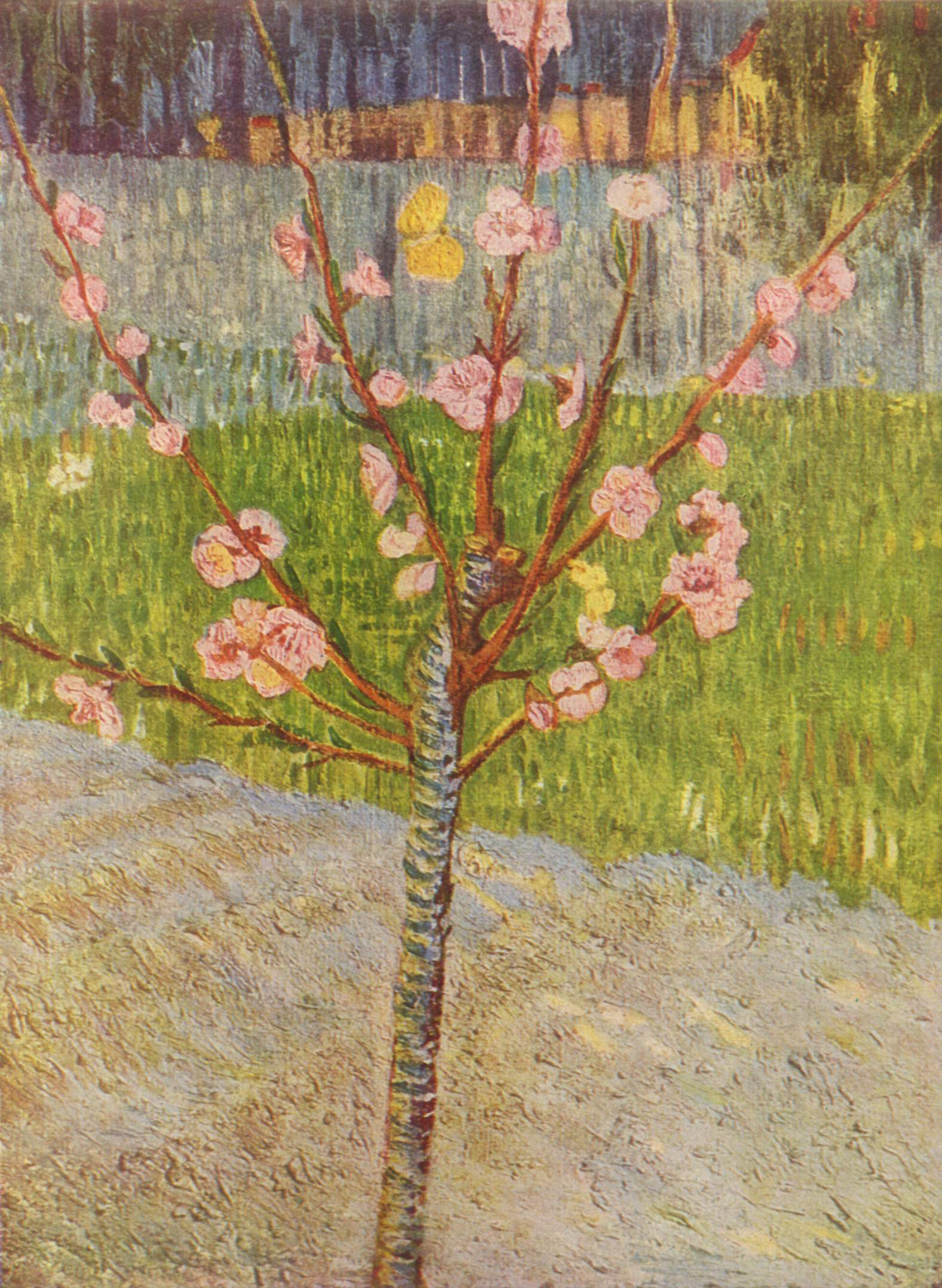
Almond Tree in Bloom 1888 Van Gogh Museum, Amsterdam (F557)

## アーモンド以外の花の絵

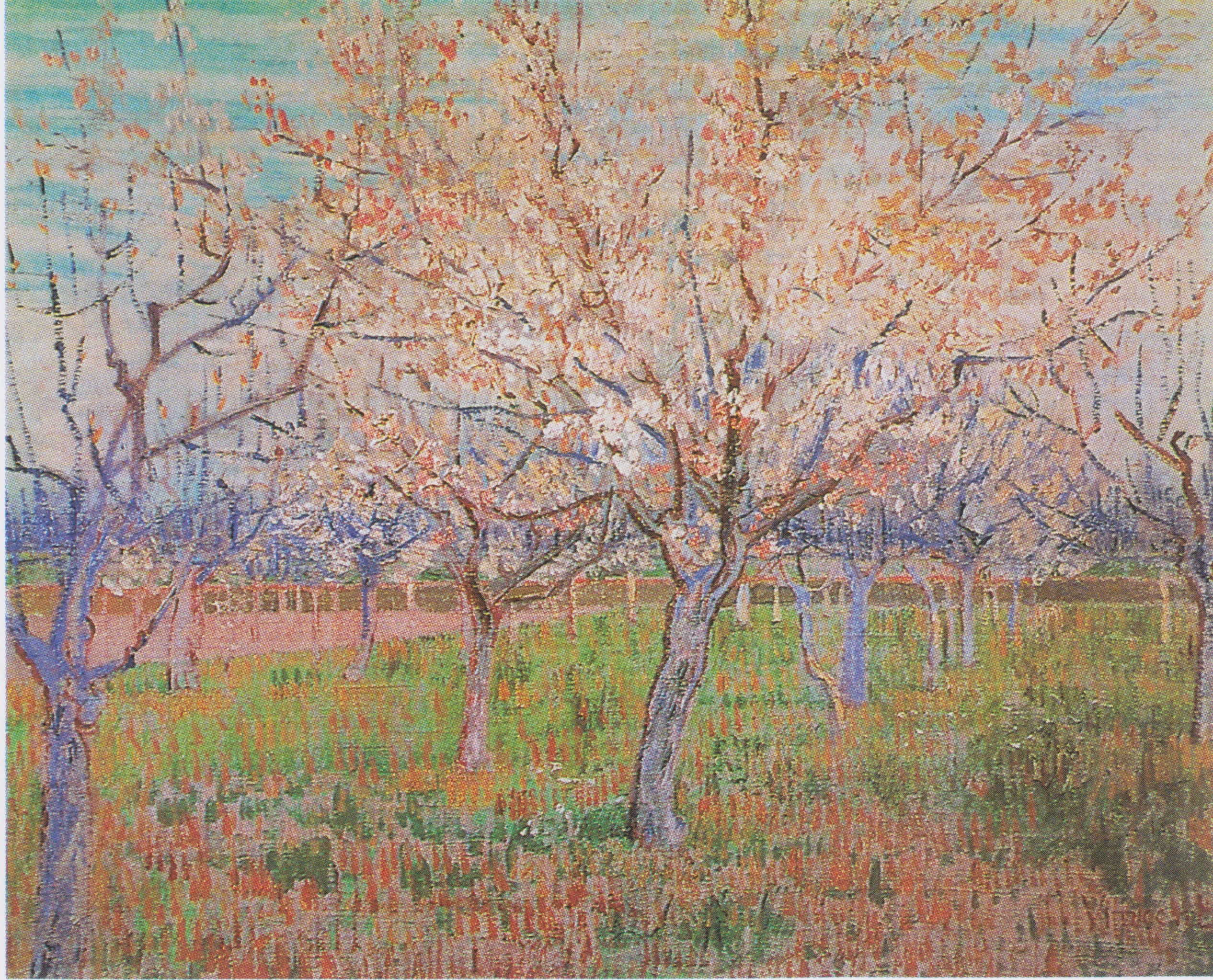
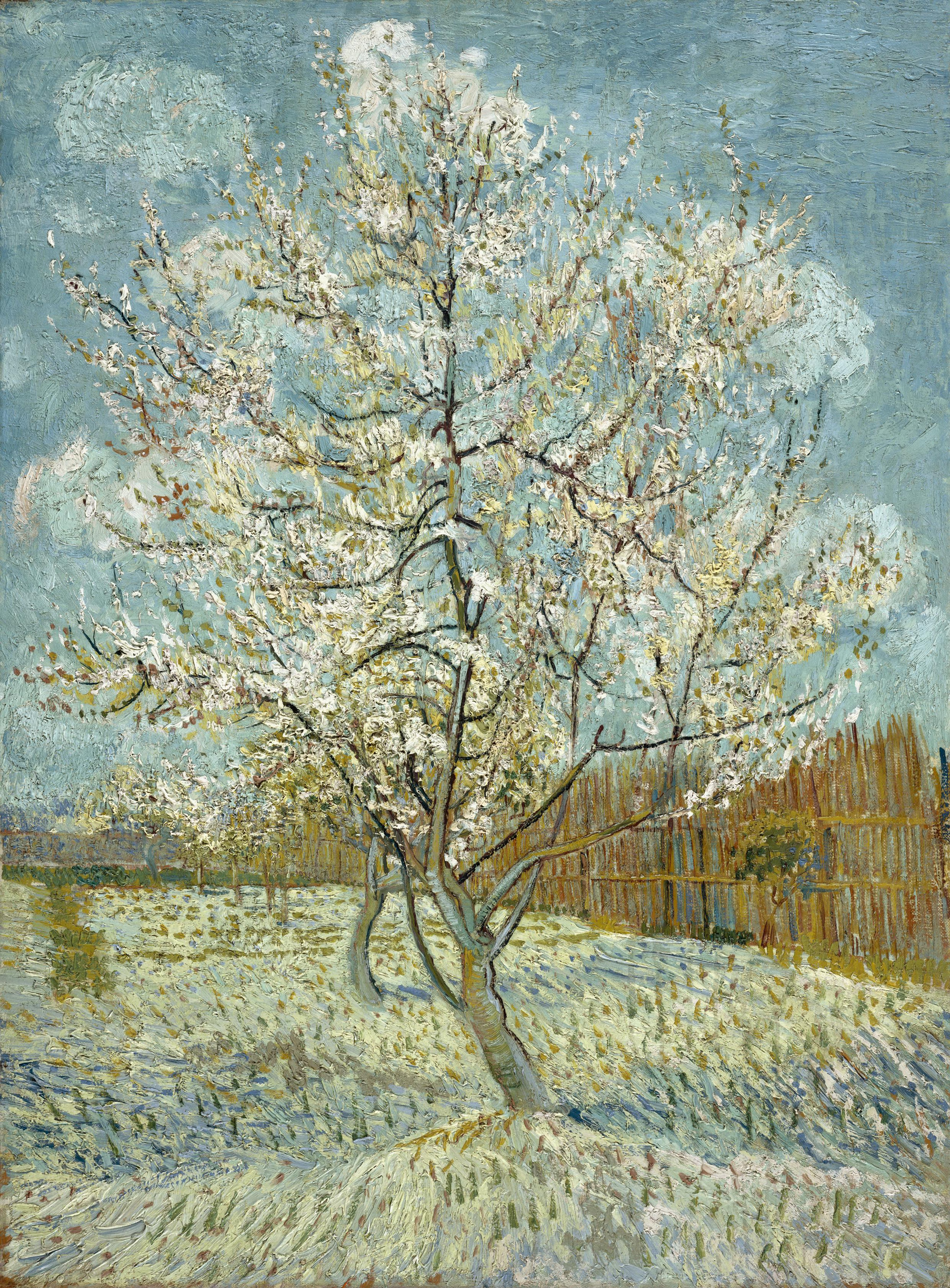
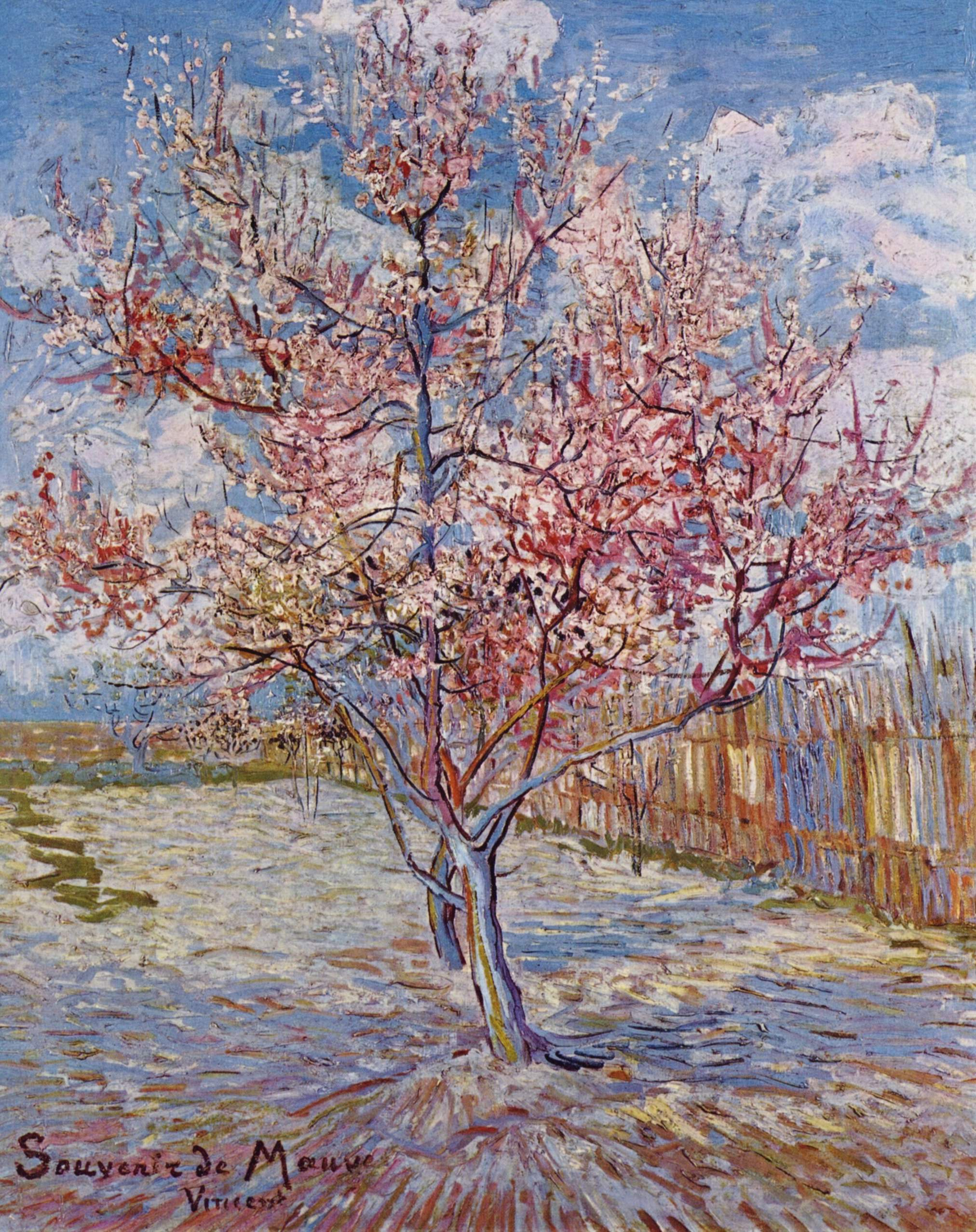
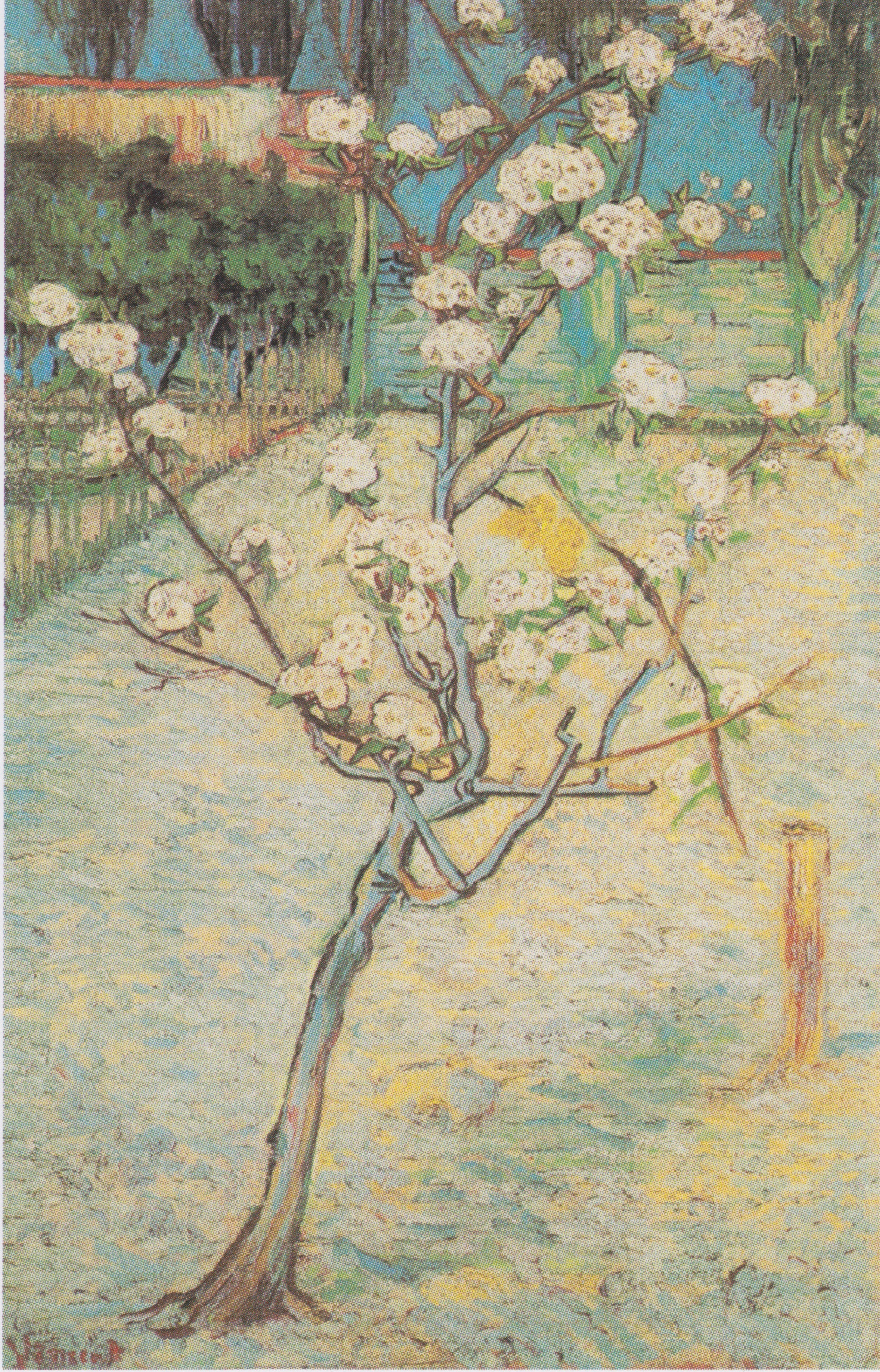
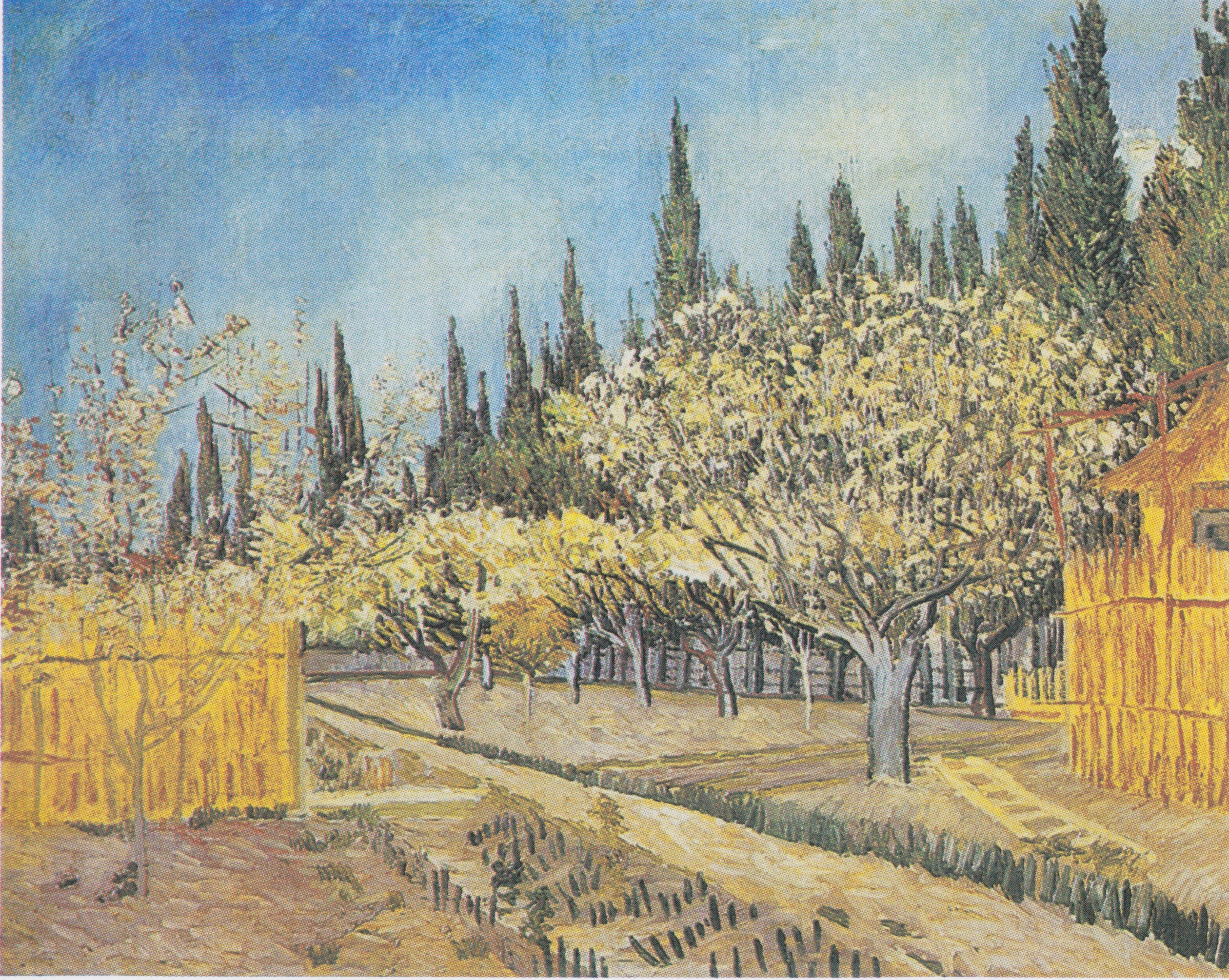